# Milan Spasojević
Milan Spasojević (in serbo Милан Спасојевић?; Niš, 15 marzo 1950) è un ex triplista jugoslavo, attivo negli anni '70.
In carriera conquistò tre medaglie in altrettante edizioni dei Giochi del Mediterraneo.

## Biografia
Nel 1971 si affacciò sulla ribalta internazionale partecipando ai Campionati europei di Helsinki dove mancò l'accesso alla finale. Nella stessa stagione si affermò ai Giochi del Mediterraneo svoltisi a Smirne, dove vinse la medaglia d'oro. Sarebbe salito ancora due volte sul podio nelle due edizioni successive, con il secondo posto nel 1975 ad Algeri e il terzo posto nel 1979 a Spalato, battuto in entrambe le occasioni dal francese Lamitié e, nel 1979, anche dal connazionale Srejović.
Nel 1972 partecipò per la prima volta ai Giochi Olimpici, ma in qualificazione rimase ben al di sotto delle sue capacità e non riuscì ad accedere alla finale. 
Ricomparve sulla massima scena continentale nel 1978: per lui un settimo posto nella finale europea vinta da Srejović per un centimetro sul pluricampione olimpico Viktor Saneev. Due anni dopo riuscì a raggiungere la finale olimpica a Mosca 1980, che concluse al decimo posto, terminando così la sua carriera internazionale.

## Palmarès
| Anno | Manifestazione          | Sede    | Evento       | Risultato | Prestazione | Note |
| ---- | ----------------------- | ------- | ------------ | --------- | ----------- | ---- |
| 1971 | Giochi del Mediterraneo | Smirne  | Salto triplo | Oro       | 16.18 m     |      |
| 1975 | Giochi del Mediterraneo | Algeri  | Salto triplo | Argento   | 16,15 m     |      |
| 1979 | Giochi del Mediterraneo | Spalato | Salto triplo | Bronzo    | 16,55 m     |      |